# Literatura xipriota
La literatura xipriota és la part de la literatura grega pròpia de l'illa de Xipre. Si bé forma part del conjunt de la literatura hel·lènica, ha tingut en les diverses èpoques una personalitat pròpia.

## Edat mitjana
Neòfit el Reclús, que era un monjo eremita del segle xii, a part descrits relatius a la litúrgia, va ésser autor, entre altres de les Calamitats de Xipre, obra sobre la usurpació de l'illa per Isaac Comnè i la seva derrota i empresonament per Ricard Cor de Lleó, amb la posterior venda de l'illa als llatins.
El Livre des assises des bourgeois, obra redactada probablement en llengua francesa i traduïda al grec demòtic vers el s. XIV, constitueix un recull de normatives que regeixen les relacions del rei amb els seus vassalls, que foren instaurades primer a Jerusalem i després a Xipre. Constitueixen una codificació dels costums de l'Occident, que s'implantaren a Xipre amb la dinastia dels Lusignan.
També al s. XIV destaca l'obra poètica de Geórgios Lapithis, Els deures del ciutadà, d'inspiració clàssica.

## Edat moderna i contemporània
Al segle xv destaca la Crònica o Descripció del dolç país de Xipre, de Leontios Makhairas, que relata detalladament el regnat de Pere I i la reina catalana Elionor d'Aragó). També en l'àmbit historiogràfic, Geórgios Boustrónios que prosseguí la tasta de Makhairas, fou autor d'una Narració o crònica de Xipre a partir del 1456. La poesia popular xipriota recollí el contingut d'aquestes narracions o cròniques, amb gran auge i popularitat especialment en el segle xvi, fins a l'ocupació turca.
Sota l'imperi turc algunes obres mantingueren viva la flama patriòtica grega: La Història cronològica de l'illa de Xipre (1788), de l'arximandrita Kiprianós, i l'epopeia El 9 de juliol, de Sasilis Mikhaïlidis (1884-95).

## Segle XX i actualitat
En el panorama literari grecoxipriota del segle xx i de principis d'aquest segle, cal destacar el poeta i escriptor Kostas Montis, el poeta Kyriakos Kharalambides, el novel·lista Panos Ioannides, el poeta Mikhalis Pasiardis, el poeta i traductor Stephanos Stephanides, els escriptors Nikos Nicolaides, Stylianos Atteshlis, Loukis Akritas i Demetris Th. Gotsis. Dimitris Lipertis, Vasilis Mikhaelides i Pavlos Liasides són poetes populars que han escrit poesia, principalment en grec xipriota. En el panorama literari actual de Xipre destaca la figura de Mikhalis Pierís.